# Walter Köngeter
Walter Köngeter (* 6. Februar 1906 in Düsseldorf; † 23. Mai 1969 ebenda) war ein deutscher Architekt, Stadtplaner und Hochschullehrer.

## Werdegang und Beruf
Walter Köngeter war Sohn des Industrie-Managers und DVP-Reichstagsabgeordneten Eugen Köngeter. Er studierte Architektur an der Technischen Hochschule Stuttgart bei Paul Bonatz und Paul Schmitthenner, unterbrochen von einem Semester an der Technischen Hochschule Danzig. Nach der Diplom-Hauptprüfung 1930, seiner Promotion zum Dr.-Ing. 1931 mit einer städtebaulichen Arbeit über Paris und einem Studienaufenthalt in den Vereinigten Staaten arbeitete er für kurze Zeit als Assistent bei Paul Bonatz und ab 1935 als Architekt in seiner Geburtsstadt Düsseldorf. Mit dem Architekten Ernst Petersen, Schwiegersohn des Unternehmers Hugo Henkel, arbeitete er dort seit Mitte der 1930er Jahre zusammen. In Zusammenarbeit mit Petersen entstanden später die meisten von Köngeters Bauten, viele im Auftrag der Firma Henkel. Nach dem Zweiten Weltkrieg war Köngeter Beigeordneter in Düsseldorf und Leiter des dortigen Baudezernats. Im Oktober 1947 wurde er als außerordentlicher Professor an die Düsseldorfer Kunstakademie berufen, 1952 zum ordentlichen Professor für Baukunst ernannt.

## Werke (Auswahl)

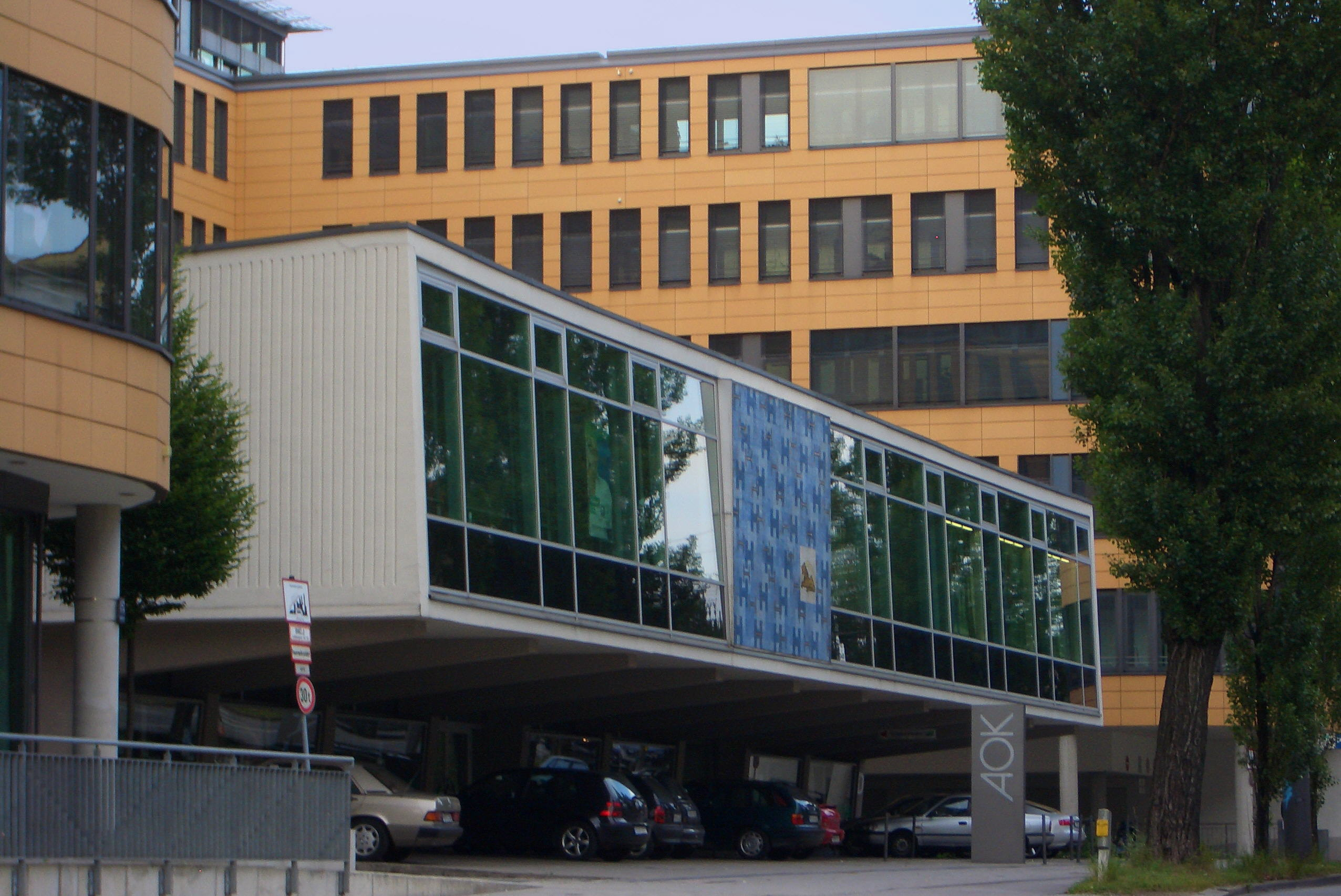
Persil-Schule München
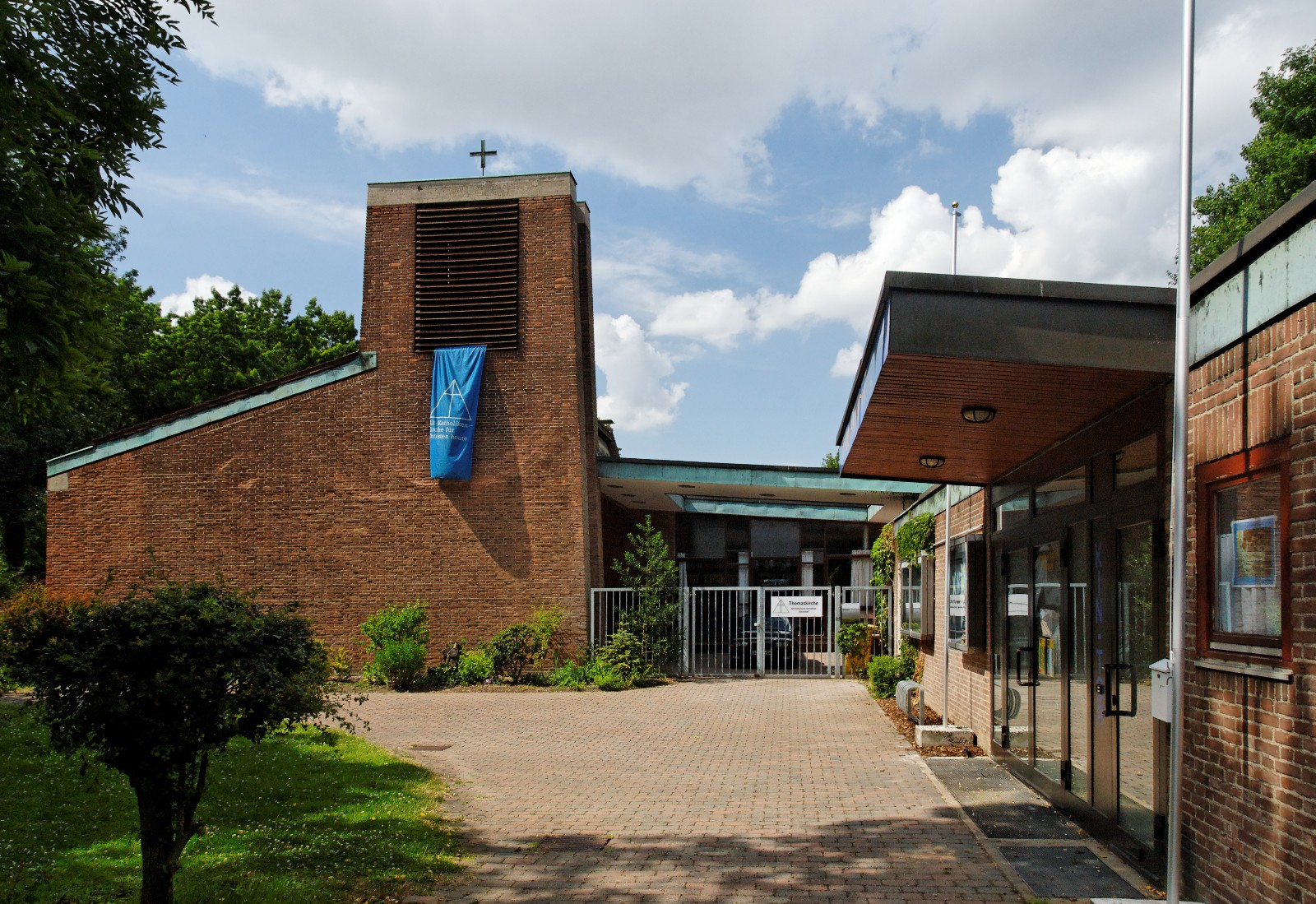
Thomaskirche Düsseldorf

- 1937: Musterhaus in der Golzheimer Siedlung auf der Reichsausstellung Schaffendes Volk in Düsseldorf (mit Ernst Petersen)
- 1950: Gebäude der Druckerei Bagel in Düsseldorf
- 1953: Gebäude der Graphia Gundlach in Bielefeld-Brackwede
- 1953: Henkel-Siedlung I in Düsseldorf-Holthausen (mit Ernst Petersen)
- 1955: Gymnasium Am Bonneshof in Düsseldorf-Golzheim (mit Ernst Petersen)
- 1955: Humboldt-Gymnasium in Düsseldorf (mit Ernst Petersen)
- 1955: evangelische Klarenbachkirche in Düsseldorf (mit Ernst Petersen)
- 1956: Persil-Schule in München (mit Ernst Petersen)
- 1958: evangelische Klarenbachkapelle (heute Thomaskirche) in Düsseldorf-Reisholz (mit Ernst Petersen)
- 1958: Henkel-Siedlung II in Düsseldorf-Holthausen, am Elbroichpark (mit Ernst Petersen)